# Friso Meeter
Friso Meeter (Overschie, 14 januari 1936 – Rotterdam, 5 maart 2025) was een Nederlands advocaat-curator en politicus.

## Juridische loopbaan
Meeter studeerde rechten aan de Universiteit van Amsterdam en leerde naar eigen zeggen veel van zijn voorzitterschap van de beheercommissie van zijn met financiële problemen kampende studentensociëteit. In 1962 werd hij als advocaat beëindigd bij het Rotterdamse kantoor Loeff. Meeter specialiseerde zich in het faillissementsrecht en trad voornamelijk op als curator. Hij verkreeg in de jaren 1980 bekendheid als curator van scheepswerf Rijn-Schelde-Verolme (RSV) en in de jaren 1990 van warenhuis Ter Meulen en, samen met Louis Deterink, van DAF.
Vanaf 1974 was hij in Rotterdam plaatsvervangend voorzitter van de Raad van Beroep, vanaf 1977 kantonrechter-plaatsvervanger en vanaf rechter-plaatsvervanger aan de rechtbank Rotterdam. Meeter was tevens deken Rotterdam van de Orde van Advocaten waarbinnen hij lid was van de faillissementscommissie. Hij was lid van INSOLAD en vanaf 1995 was hij lid van het Hof van Discipline.

## Politiek
Voor de PvdA was Meeter in de jaren 1970 lid van de Rijnmondraad. Op 11 maart 1997 werd hij tussentijds beëdigd als lid van de Eerste Kamer in de vacature die ontstond na het vertrek van Herman Tjeenk Willink die vicepresident werd van de Raad van State. Na de Eerste Kamerverkiezingen 1999 keerde hij niet terug.

## Persoonlijk
Meeter werd in 1990 gedecoreerd tot ridder in de Orde van de Nederlandse Leeuw. Hij was gehuwd met een dochter van Hendrik Brugmans.

## Trivia
In 1967 kwam een ansichtkaart die zijn moeder aan hem stuurde toen hij een trektocht door Nederland maakte in het nieuws omdat het poststuk pas na zestien jaar bezorgd werd.
- Parlement.com: vg09llo8utxt